# Medusa (zoologi)

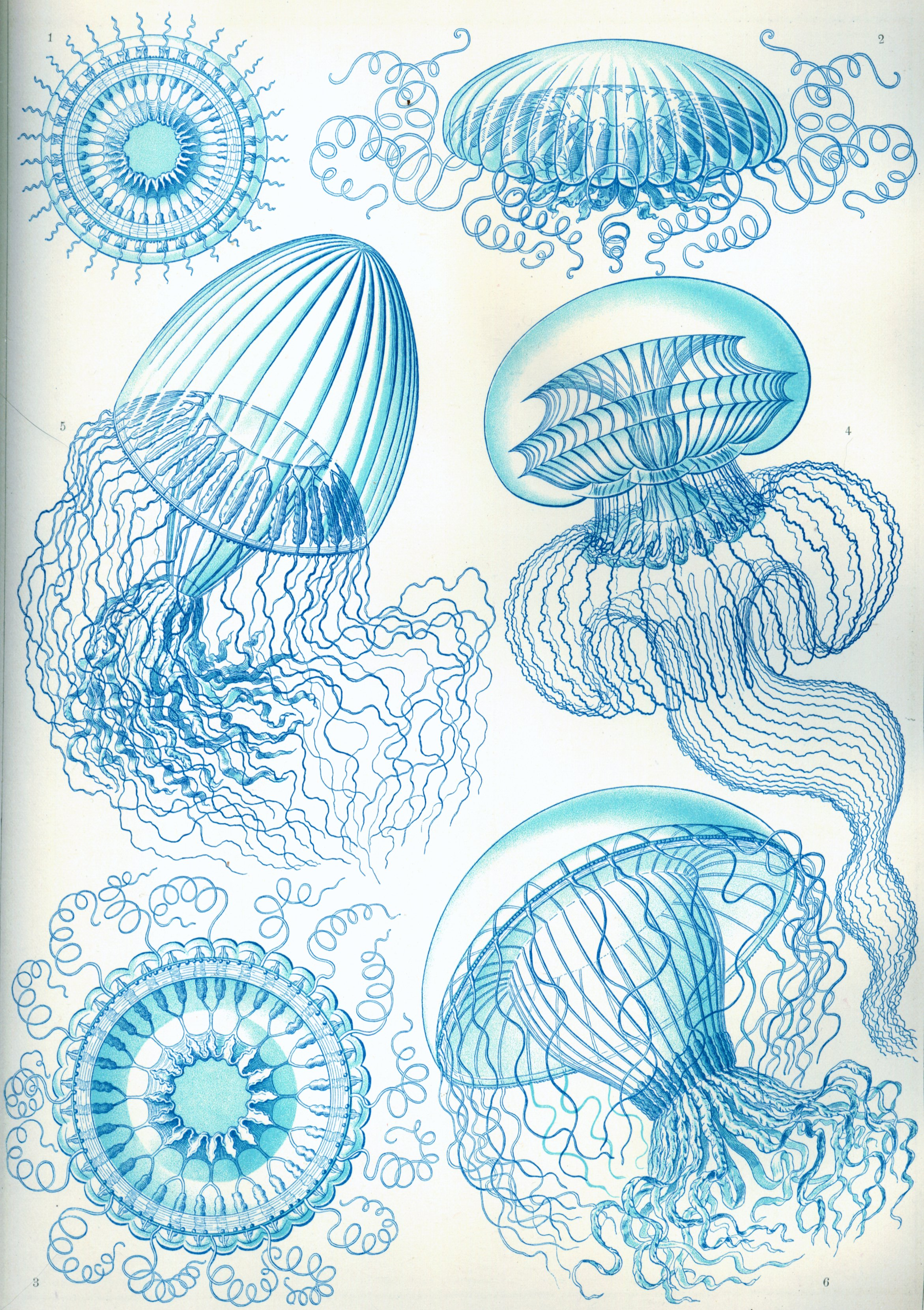
Leptomedusor.
Illustration: Ernst Haeckel, Kunstformen der Natur, 1904. (PD)

En medusa eller hydromedusa är ett utvecklingsstadium hos nässeldjur där kroppen förkortats och blivit, vanligen, mycket bredare jämfört med den andra typen av individer, polyper.
Formen hos en medusa kan variera mellan karaktäristiska klockformer och tunna skivor som bara är lätt konvexa på ovansidan (exumbrella) och konkava på undersidan (subumbrella). Munnen sitter på undersidan vid ett rörformat stycke. I mitten finns ett hålrum för matsmältningsorganet med radierande kanaler som sträcker sig ut till kanterna. Dessa kanaler kan variera stort i antal och form. Vid klockans nederkanter hänger tentakler och känselorgan.
Hos hydrozoer är medusorna de sexuella individerna i livscykeln hos många arter som alternerar med asexuella polyper. Hos maneter och kubmaneter däremot är det bara medusorna som är välutvecklade.
I Sveriges farvatten förekommer många arter av exempelvis anthomedusor och leptomedusor.

## I populärkulturen
Rockartisten Eddie Meduza tog enligt egen uppgift sitt artistnamn efter att ha sett ett naturprogram om maneter och medusor.